# Joseph-Fleury Chenantais
Joseph-Fleury Chenantais, né le 5 octobre 1809 à Nantes et mort dans la même ville en 1er novembre 1868, est un architecte français.

## Biographie
Lorsque Joseph-Fleury Chenantais naît, le 5 octobre 1809, ses parents, l'industriel Étienne Chenantais de L'Offerière, alors rentier et âgé de 35 ans, et Marie-Madeleine Broband, alors âgée de 25 ans, habitent quai de la Fosse. Par sa mère, Chenantais est le petit-neveu de Joseph Fouché, témoin par procuration de sa naissance. Sa famille est d'origine tourangelle.
Il épouse Joséphine Victoire Monnier du Pavillon, fille de Julien Henri Constant Monnier et d'Eulalie Victoire Olivier du Pavillon de La Plessissière, et belle-sœur d'Évariste Colombel, le 4 novembre 1839, date à laquelle il habite rue Contrescarpe. Le couple a trois fils, dont Eugène Chenantais (1843-1892), qui devient lui-même architecte.
Parallèlement à sa carrière d'architecte, Joseph-Fleury Chenantais est conseiller municipal de Nantes entre 1843 et 1866. En 1845, il est nommé commandant du bataillon de pompiers. En 1848, il prend la tête d'un corps de 319 volontaires nantais qui gagnent Paris en juin 1848 pour « défendre l'ordre et rétablir la République ». Après avoir obtenu la Légion d'honneur en 1856, il est très impliqué dans l'organisation de l'exposition nationale qui a lieu à Nantes en 1861, et devient président de la société des architectes de Nantes, fonction qu'il occupe à sa mort.
Atteint d'une affection cardiaque, il meurt le 1er novembre 1868, à son domicile situé rue La Fayette. Il est enterré le 3 novembre au cimetière Miséricorde, où ses concitoyens et collègues lui rendent hommage. Sa tombe est ornée d'une statue financée par souscription des compagnies de pompiers de la ville, œuvre exécuté par Amédée Ménard et fondue par Voruz.

## Œuvre architecturale
Joseph-Fleury Chenantais joue un rôle important dans le renouvellement de l'architecture à Nantes, en introduisant à la fin des années 1830 un style néorenaissance. 
La ville lui doit notamment la réalisation de grandes commandes bourgeoises ou publiques. Ainsi, en 1852, sont inaugurés le Palais de justice, la maison d'arrêt et de la gendarmerie attenantes, dont Chenantais a dressé les plans en association avec Saint-Félix Seheult. Autre réalisation majeure du duo d'architectes, l'église Notre-Dame-de-Bon-Port, achevée en 1858. Chenantais réalise seul la conception de la manufacture des tabacs, construite entre 1861 et 1866. Il produit également l'Hôtel-Dieu (détruit lors des bombardements des 16 et 23 septembre 1943 et reconstruit selon un autre plan depuis), l'asile Sainte-Anne (rue Russeil), le théâtre de la Renaissance (détruit par un incendie en 1912),, le cercle des Beaux-arts (au no 4 de la rue Voltaire). Il participe à la réalisation du palais Dobrée. En collaboration avec son fils Eugène, il dresse les plans de l'église Sainte-Anne, et ceux de l'agrandissement de l'église Saint-Félix.
Œuvres dans l'ordre chronologique  :
- 1836 : « salle des variétés » (détruit), place du Cirque à Nantes ;
- 1841 : église Saint-Louis à Casson[8] ;
- 1843 : « établissement de bains Lafeuille » (futur Hôtel du vieux Casino, puis Grand Hôtel du Casino), 30-32 promenade Amiral Lafargue, Les Sables-d'Olonne ;
- 1845 : hôtel Garreau, dont les façades et toitures sur rue sont inscrites au titre des monuments historiques par arrêté du 29 octobre 1975[9] ;
- 1845 : manoir de Praud à Rezé (une chapelle est ajouté en 1850), construit pour Philémon Chenantais, conseiller général et maire de Rezé ;
- 1845-1846 : église Sainte-Anne (Nantes)[10] ;
- 1849 : hôtel de ville de Châteaubriant[11],[12] ;
- 1851 : église Saint-Jean-Baptiste de Corcoué-sur-Logne[13]
- 1852 : palais de justice de Nantes ; gendarmerie de Nantes ;
- 1852 : château du Linot (Sainte-Luce-sur-Loire)[14] ;
- 1853 (ou 1862 ?) : église Notre-Dame-de-Bon-Secours (La Bernerie-en-Retz)[15] ;
- 1855 : église Saint-Quentin à Saint-Ganton (Ille-et-Vilaine)[16] ;
- 1856 : asile Sainte-Anne (Nantes, rue Russeil) ;
- 1858 : église Notre-Dame-de-Bon-Port (Nantes), inscrite au titre des monuments historiques par arrêté du 29 octobre 1975[17] ;
- 1859 : hôtel Say (Nantes, rue Voltaire) ;
- 1860 : mairie de Saint-Etienne-de-Montluc ;
- 1861 : école de jeunes filles de Langon (Ille-et-Vilaine)[18] ;
- 1861-1862 : halles d'Ancenis[19] ;
- 1861-1866 : Manufacture des tabacs de Nantes ;
- 1863 : mairie d'Ancenis[19] ;
- 1865 : maison d'arrêt de Nantes (fin des travaux 1869)[20] ;
- 1867 : église Saint-Pierre de Rezé[21] ;
- entre 1862 et 1868 : palais Dobrée (Nantes)[22] ;
- 1867-1868 : théâtre de la Renaissance (Nantes) (détruit en 1912).

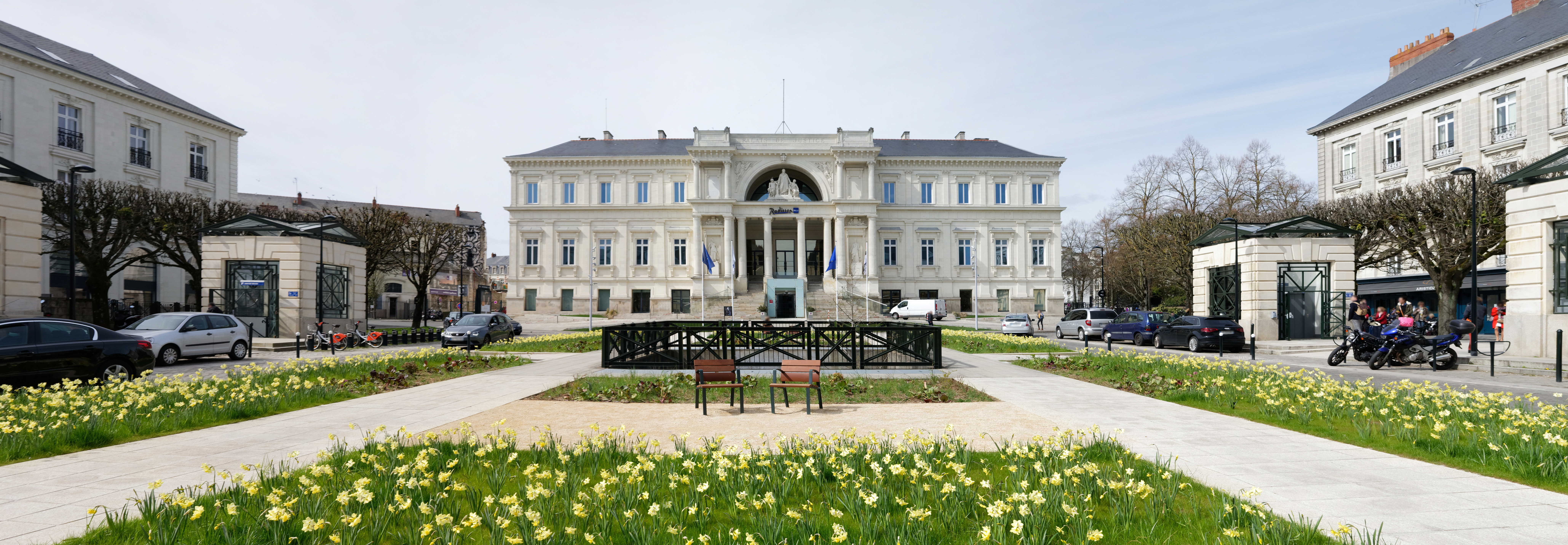
Palais de justice de Nantes, avec à gauche l'ancienne maison d'arrêt et l'ancienne gendarmerie.
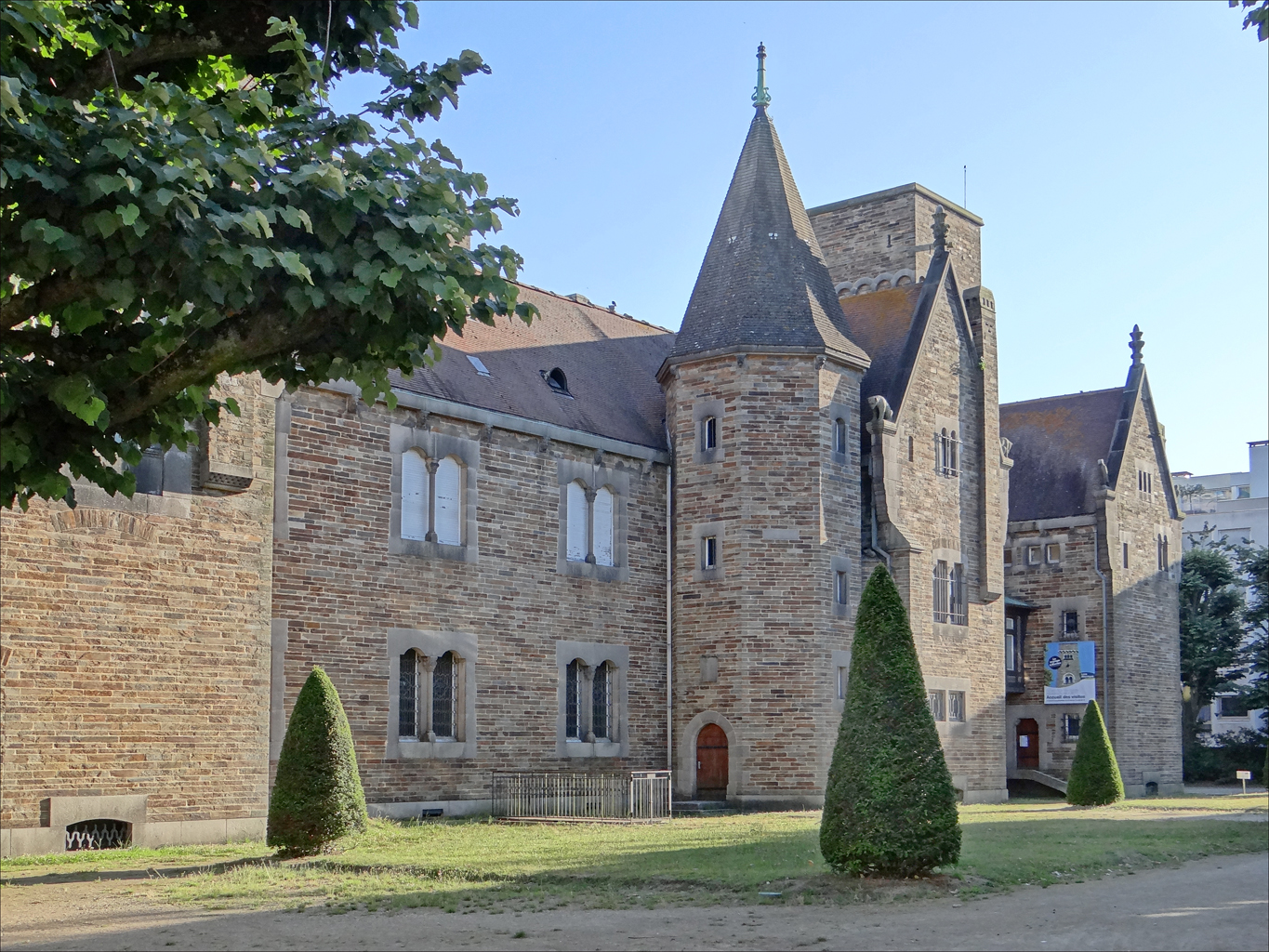
Palais Dobrée.
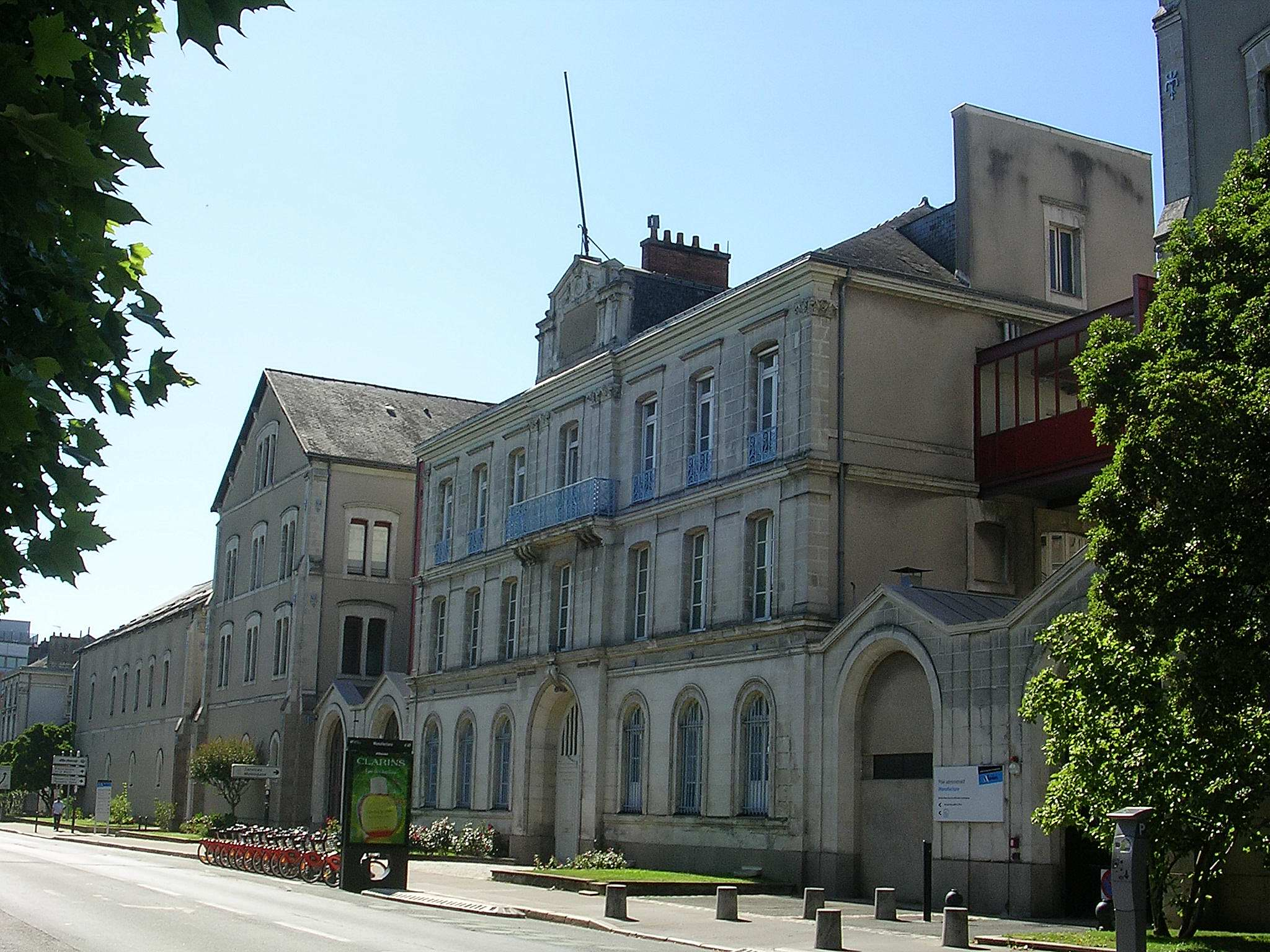
Manufacture des tabacs de Nantes
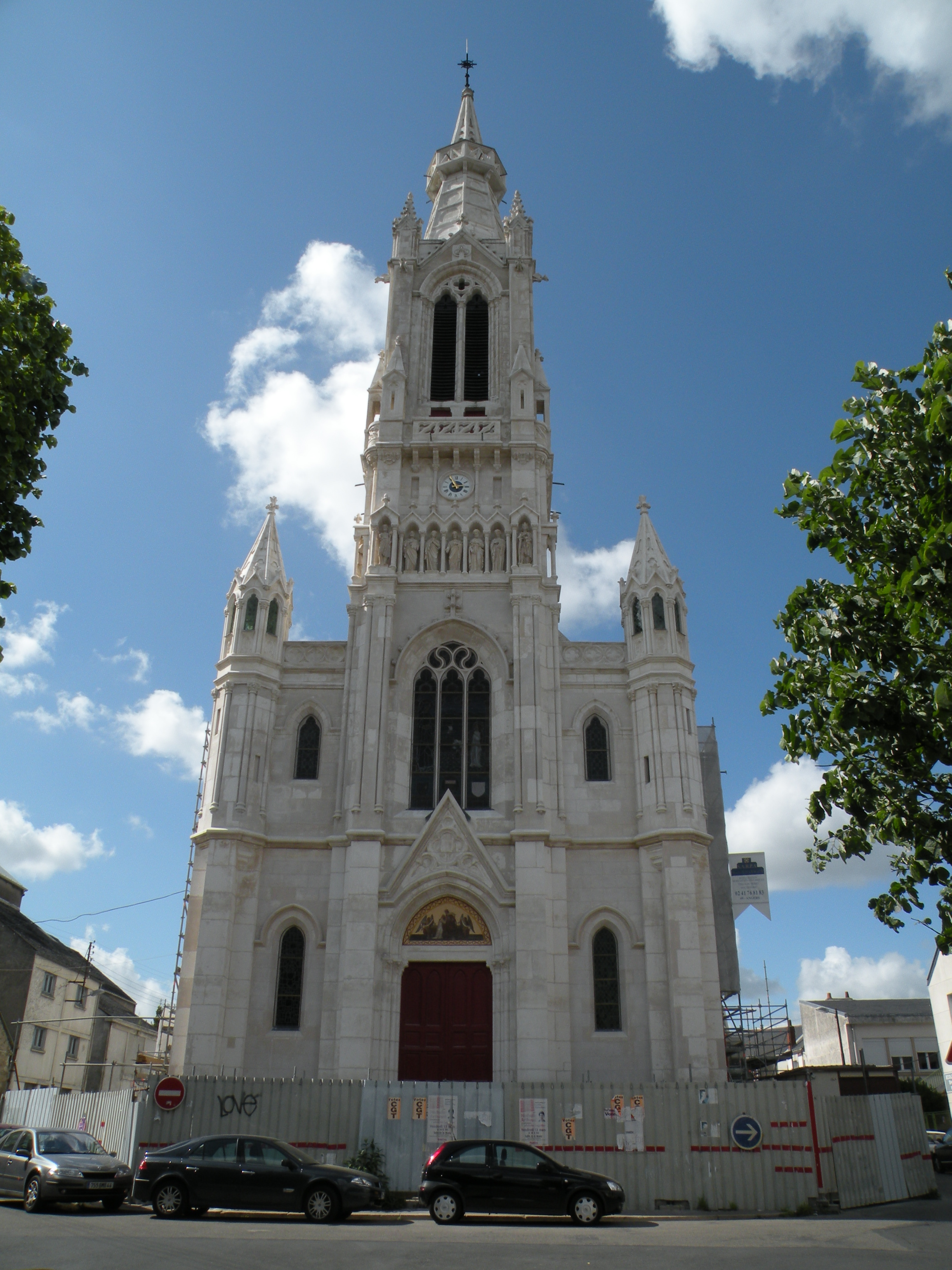
Église Sainte-Anne de Nantes.
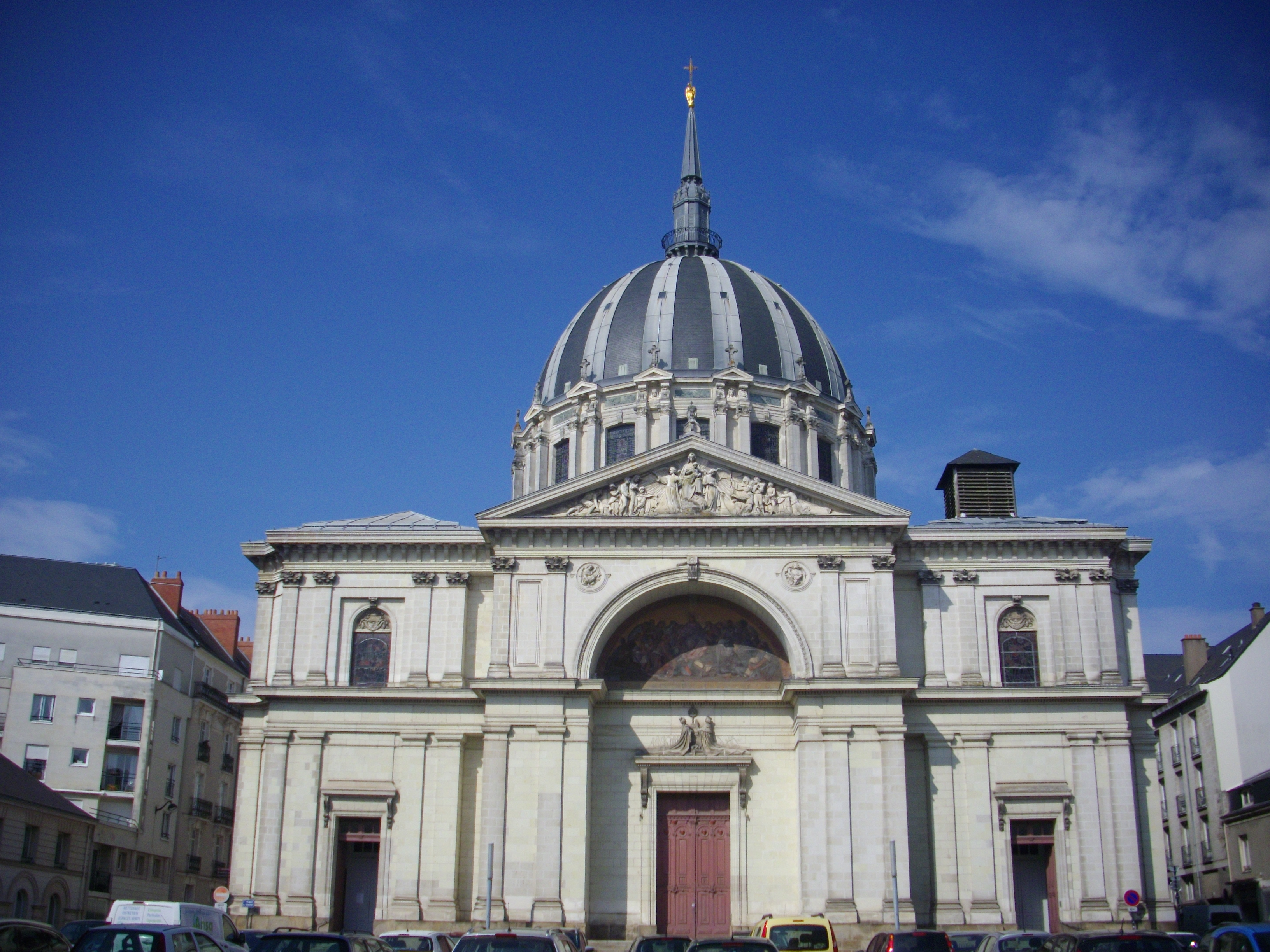
Église Notre-Dame-de-Bon-Port de Nantes.
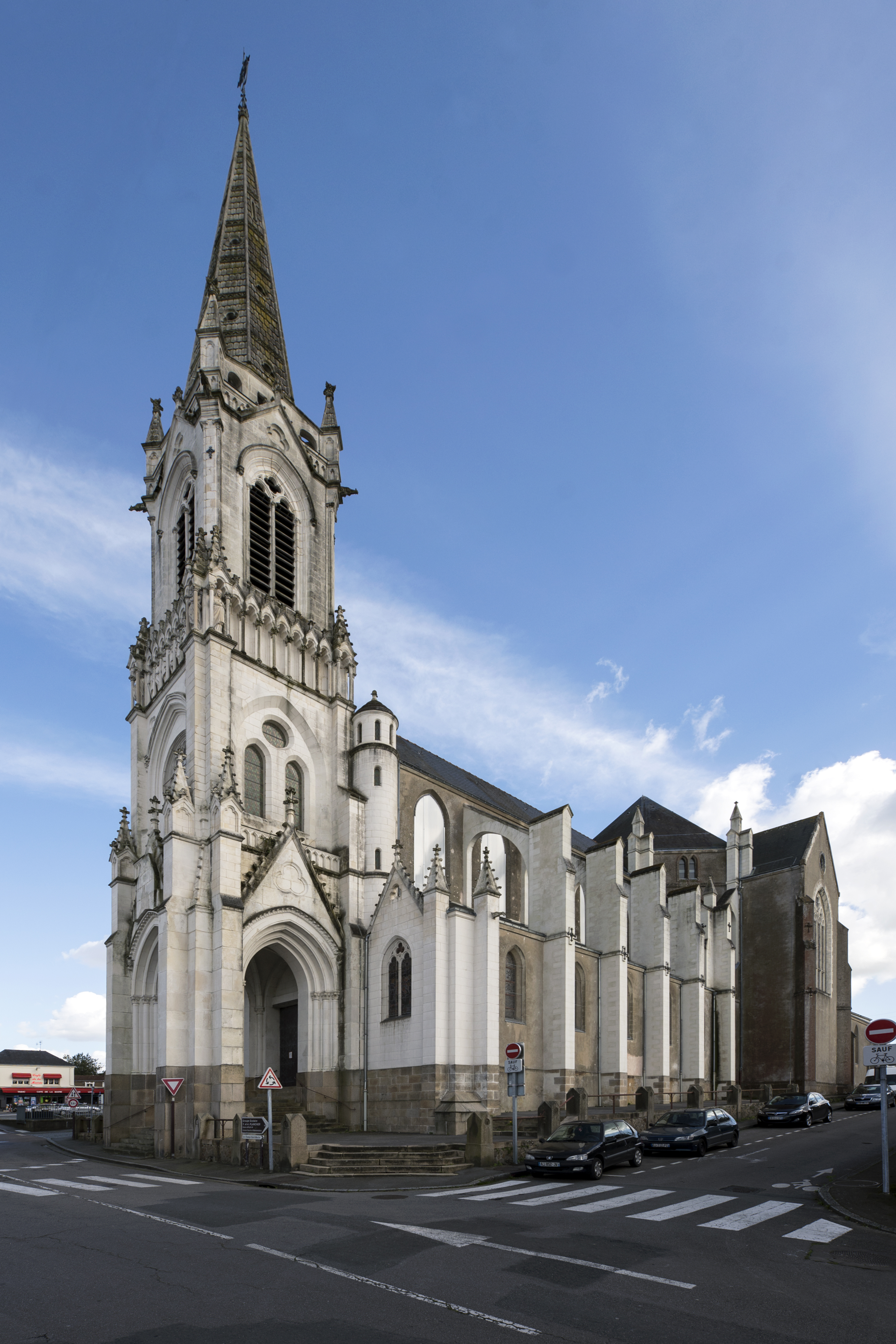
Église Saint-Pierre de Rezé.
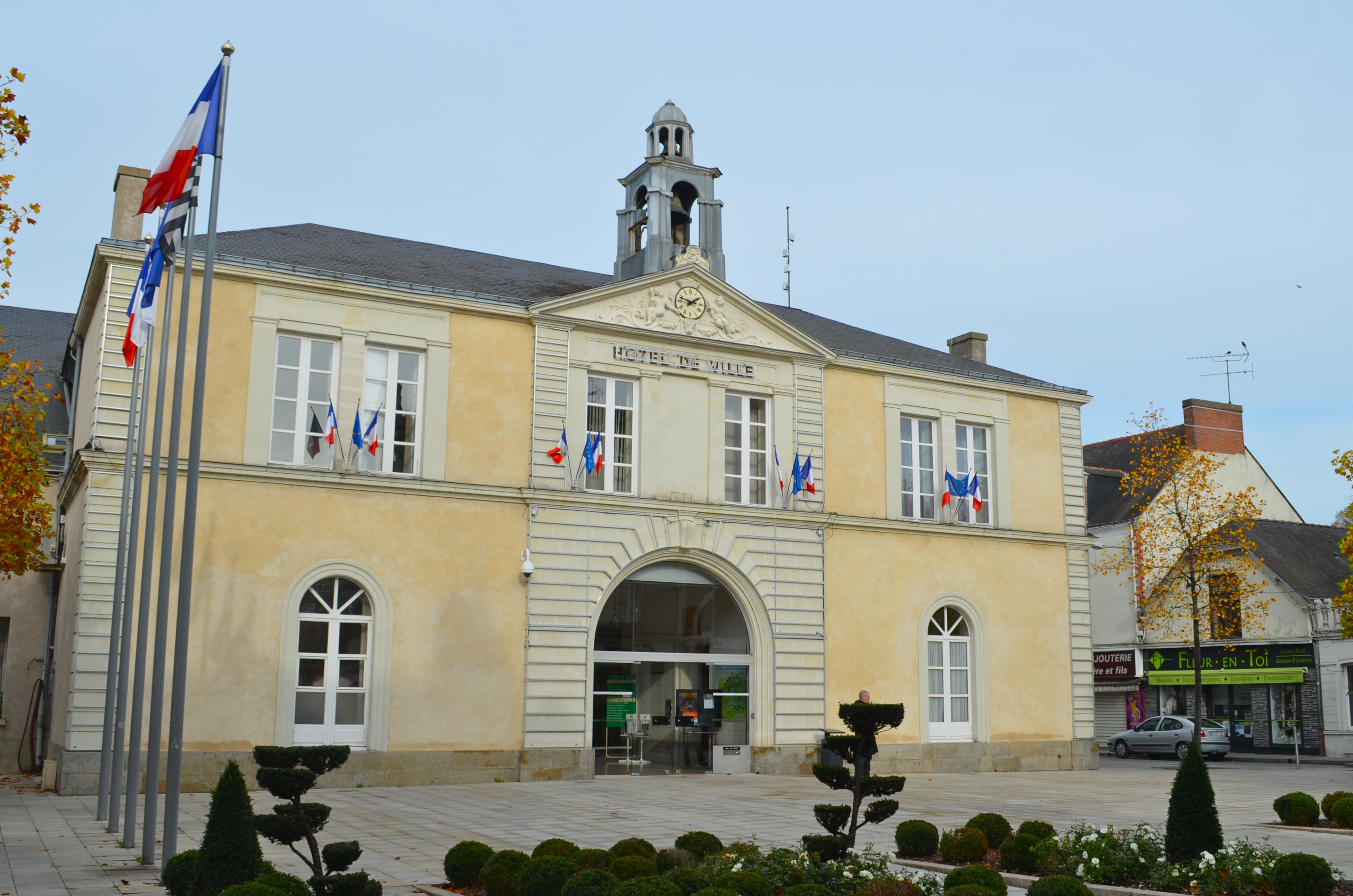
Hôtel de ville de Châteaubriant.
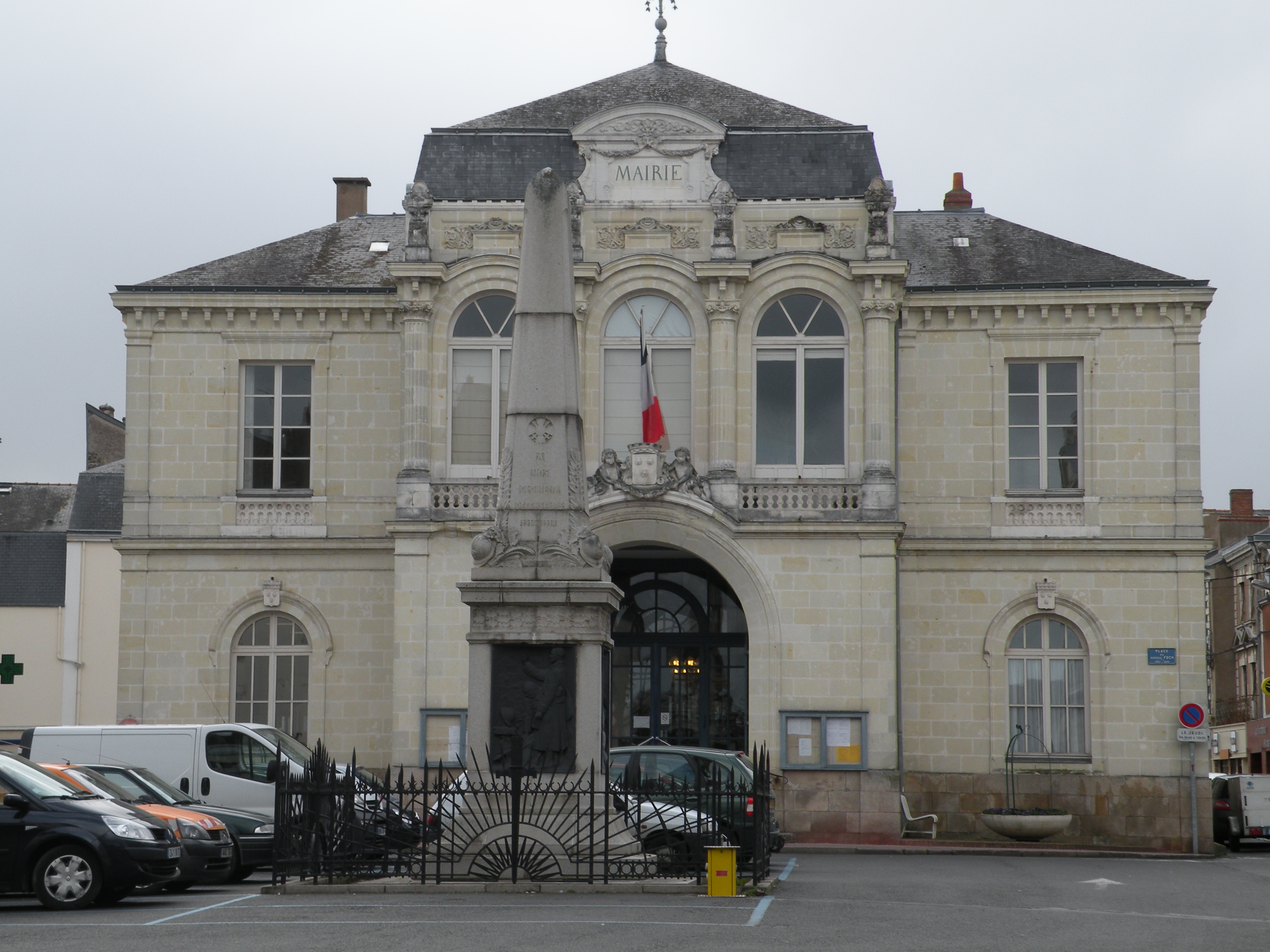
Hôtel de ville d'Ancenis.